# Ingeborg Bachmannová
Ingeborg Bachmannová (25. června 1926 Klagenfurt — 17. října 1973 Řím; někdy též pod pseudonymem Ruth Keller) byla rakouská spisovatelka, jedna z nejvýznamnějších lyriček a prozaiček německého jazyka po 2. světové válce.

## Život
Ingeborg Bachmannová se narodila roku 1926 do rodiny učitele. Po dětství v Korutanech studovala od roku 1945 v Innsbrucku, Grazu a Vídni filosofii, germanistiku a psychologii. Studium zakončila roku 1950 kritickou prací o recepci filosofie Martina Heideggera. V té době již publikovala povídky a básně. Tehdy se také seznámila s Paulem Celanem, který byl jejím dlouholetým přítelem. V letech 1951–1953 pracovala jako rozhlasová redaktorka ve Vídni. Roku 1953 získala literární cenu Gruppe 47, s jejímiž představiteli ji spojovala kritika poválečného vývoje a zbrojení. Střídavě žila v Mnichově, Vídni a Berlíně, během intenzivního, byť jen dvouletého vztahu se švýcarským spisovatelem Maxem Frischem pak v Curychu a Římě. 
V posledních letech života se prohloubila spisovatelčina závislost na lécích a alkoholu. Peter Beicken o své poslední návštěvě u Bachmannové napsal: „Byl jsem šokován rozsahem její závislosti na prášcích. Denně jich muselo být kolem stovky, odpadkový koš byl přeplněný prázdnými krabičkami. Vypadala špatně, byla bledá jako vosk. A po celém těle měla skvrny. Říkal jsem si, od čeho to může být. Když jsem pak viděl, jak jí Gauloiska při kouření vyklouzla z ruky a dohořela na paži, došlo mi to: popáleniny způsobené padajícími cigaretami. Díky tolika práškům bylo její tělo necitlivé na bolest.“
Bachmannová zemřela na popáleniny při požáru svého bytu v Římě.

## Dílo
Její dílo zahrnuje básně, povídky, libreta, rozhlasové hry, eseje a cyklus Todesarten (Způsoby smrti), z nějž stihla dokončit pouze román Malina (1971).

### Básně
- 1953 Die gestundete Zeit[4] (č. Vymezený čas, Odročený čas, někdy též Čas na úvěr)
- 1956 Anrufung des Großen Bären (Vzývání Velkého vozu, někdy též Vzývání Velkého medvěda)

### Próza
- 1965 Das dreißigste Jahr (Třicátý rok) – povídky
- 1972 Simultan (Simultánně, česky vyšlo pod názvem: V hlavní roli žena) – povídky
- 1971 Malina – román

### Rozhlasové hry
- 1955 Die Zikaden (Cikády)
- 1958 Der gute Gott von Manhattan (Pámbíček z Manhattanu)

### Libreta
- 1952 Ein Monolog des Fürsten Myschkin (Monolog knížete Myškina)
- 1955 Der Idiot (Idiot) – balet
- 1960 Der Prinz von Homburg (Princ Homburský, podle stejnojmenné hry Heinricha von Kleista)
- 1965 Der junge Lord (Malý lord) – opera

## Dílo v češtině

### Poezie
- Básně (výbor z lyriky), Praha: ERM, 1997, přeložila Michaela Jacobsenová
- Čára života (výbor z lyriky), Zblov: Opus, 2016, přeložila Michaela Jacobsenová

### Próza
- Malina (román), Praha: Mladá fronta, 1996, přeložila Michaela Jacobsenová, doslov napsal Milan Tvrdík
- Místo pro náhody (eseje), Praha: Triáda, 2009 a 2010, výbor připravily Michaela Jacobsenová a Eva Jelínková, přeložila Michaela Jacobsenová
  - I. svazek: Eseje, prózy, rozhovory (2009)
  - II. svazek: Eseje o literatuře, hudbě, filosofii (2010)
- Tři cesty k jezeru (povídky), Praha : Academia, 2000, přeložili Hana Žantovská a Josef Čermák
- Třicátý rok (povídky), Praha: Mladá fronta, 1965, přeložil a doslov napsal Josef Čermák
- V hlavní roli žena, Praha: Svoboda, 1982, přeložila a doslov napsala Hana Žantovská
- Případ Franza, Martínkovice: Opus, 2019, přel. Michaela Jacobsenová[5]

### Korespondence
- ~ Paul Celan: Čas srdce (korespondence), Praha: Pulchra, 2010, přeložily Michaela Jacobsenová a Vlasta Dufková

## Ukázka z díla

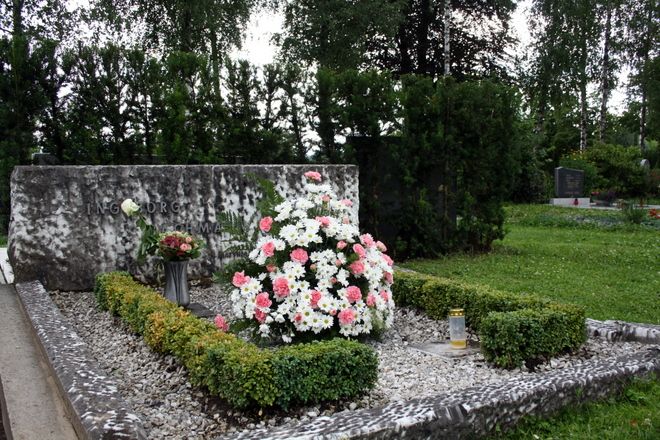
Hrob Ingeborg Bachmannové v Klagenfurtu am Wörthersee ('Zentralfriedhof Annabichl')

První sloka z básně „Vymezený čas“ (Die gestundete Zeit, překlad Ladislav Nezdařil) ze sbírky Die gestundete Zeit (1953). Celý text básně je zpřístupněn elektronicky v digitalizovaném archivu časopisu Tvar spravovaném Ústavem pro českou literaturu.
Nastanou tvrdší časy.

Čas podmíněně vymezený

vychází na obzor.

Už brzy koženou botou

zaženeš dogy do jejich bud.

Protože vnitřnosti ryb

v povětří vychladly.

Uboze hoří svíce vlčích bobů

a zrak tvůj kulhá mlhou.

Čas podmíněně vymezený

vchází na obzor.

(...)
I. Bachmannová, Vymezený čas, 1953

## Literární ocenění

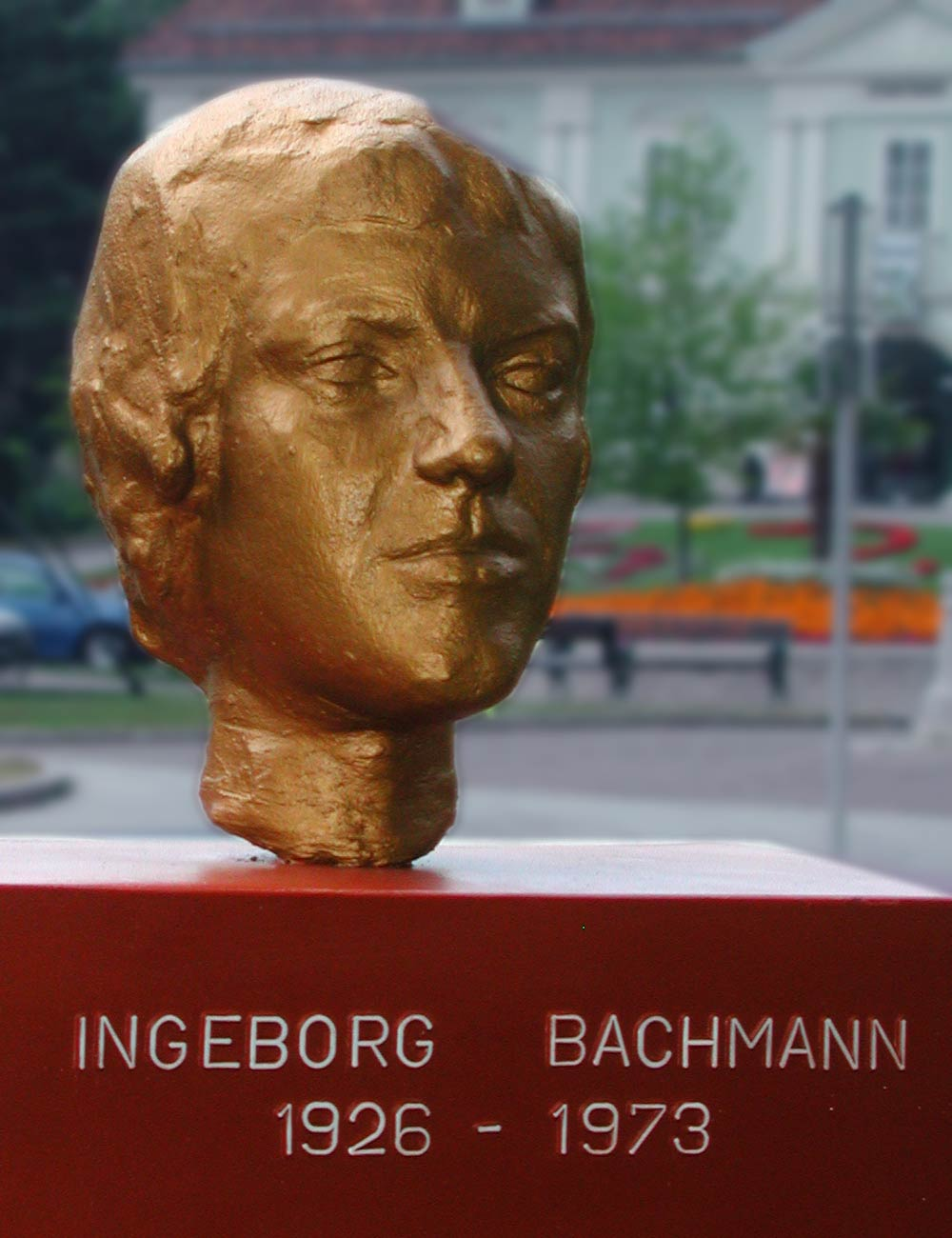
Busta Ingeborg Bachmannové v parku Norbert-Artner-Park v Klagenfurtu

- 1953 – Cena Skupiny 47 (Preis der Gruppe 47)
- 1955 – Stipendium Kulturního spolku Spolkového svazu německého průmyslu (Förderpreis des Kulturkreises im Bundesverband der Deutschen Industrie)
- 1957 – Literární cena města Brémy
- 1958 – Cena za rozhlasovou hru (Hörspielpreis der Kriegsblinden)
- 1961 – Cena kritiků (Kritikerpreis)
- 1964 – Cena Georga Büchnera
- 1968 – Velká rakouská státní cena za literaturu (Großer Österreichischer Staatspreis für Literatur)
- 1971 – Cena Antona Wildganse

Kromě toho se na autorčinu počest každoročně v jejím rodném Klagenfurtu uděluje po ní pojmenovaná Cena Ingeborg Bachmannové (Ingeborg-Bachmann-Preis).